# Хід конем (Фріц Лайбер)
«Хід конем» (англ. Knight to Move) — науково-фантастичне оповідання Фріца Лайбера, вперше опубліковане в грудні 1965 року.

## Сюжет
На п'ятій планеті 61 Лебедя, нейтральній у війні змін Павуків та Змій, у 5037 році відбувався турнір з настільних ігор.
До агента Змій майора Еріки Вівер підійшов агент Павуків полковник Еріх фон Хохенвальд.
Він завів розмову про категоризацію настільних ігор по кількості вимірів ігрового поля цих ігор.
Також, через особисту симпатію, зробив декілька не помічених натяків на небезпеку, а потім врятував Еріку від запрограмованої на неї робокомахи-камікадзе.
Еріка втекла у свій номер, де їй довелось знешкодити робо-камердинера, перепрограмованого полковником.
Полковник зв'язався з нею і запропонував здатись у полон.
Еріка відповіла, що нарешті зрозуміла його натяки про належність усіх гравців турніру в ігри з двовимірним полем (пересування ніг павука) до штурмового загону Павуків.
І повідомила, що, відповідно, всі гравці у ігри з лінійним полем (повзання змії) є бійцями Змій.
І щоб уникнути кровопролиття, їм краще погодитись на перемир'я.

## Зв'язок з іншими творами
Твори Фріца Лайбера про війну змін між Зміями та Павуками:
- Безмежний час
- Спробуй змінити минуле
- Ранок прокляття